# Brynolf Algotsson
Brynolf Algotsson (łac.) Brynolfus (ur. ok. 1250, zm. 6 lutego 1317) – święty Kościoła katolickiego, biskup.

## Życiorys
Po ukończeniu studiów w Paryżu powrócił do Szwecji i mianowany został kanonikiem przy katedrze w Skarze. Zanim został obrany biskupem tamtejszej diecezji (1278 r.) przewodniczył kapitule w Linköpingu. Spór w jaki wdał się z królem Magnusem I Birgerssonem był przyczyną opuszczenia stolicy biskupiej, co działo się w latach 1288-1289.
Zachowały się pamiątki piśmiennicze autorstwa św. Brynolfa. O kanonizację biskupa wystąpił, w 1416 r. król Eryk Pomorski. Po rozpatrzeniu wniosku przez Sobór w Konstancji, papież Marcin V zaaprobował kult św. Brynolfa w 1417 roku.
Jego wspomnienie obchodzone jest 6 lutego.

## Imię
Imię Brynolf jest imieniem pochodzenia germańskiego i składa się z elementu brun oznaczającego kolor brązowy, lub też brünne – pancerz, zbroja i wulf – wilk. Odpowiednikami w języku angielskim jest Byrnwold i Beornwald, a w języku niemieckim Brunolf i Brünolf.